# Liste von Persönlichkeiten aus Morcote
Diese Liste enthält in Morcote geborene Persönlichkeiten und solche, die in Morcote ihren Wirkungskreis hatten, ohne dort geboren zu sein. Die Liste erhebt keinen Anspruch auf Vollständigkeit.

## Bedeutende Familien
(Sortierung nach Familiennamen)
- Familie Bortolini. [1]
  - Martino Bortolini (* um 1475 in Morcote; † 1542 in Udine ?), Bildhauer[1]
  - Bernardino Bortolini (* um 1495 in Morcote; † nach 1542 in Udine ?), Bildhauer[1]
  - Martino Bortolini (* um 1515 in Morcote; † nach 1551 in Udine ?), Bildhauer[1]

- Familie Caccia. [2]
  - Luigi Caccia (* um 1780 in Morcote; † nach 1850 in Triest ?), Architekt, Ingenieur[3]
  - Antonio Caccia der Ältere (1806–1875), Doktor in Botanik und Rechtsmedizin, Schriftsteller, Hauslehrer am russischen Hof
  - Domenico Caccia (* 16. Oktober 1809 in Morcote; † gegen 1863 in Lugano), Dozent der Geschichte am Gymnasium von Lugano[4]
  - Luigi Caccia (* um 1812 in Morcote; † um 1870 in Triest), Architekt[5]
  - Antonio Caccia der Jüngere (1829–1893), Schriftsteller
  - Emilio Caccia (* 1848 in Morcote; † 1892 in Montevideo), Journalist, Publizist[4]

- Familie Fossati. [6][7]

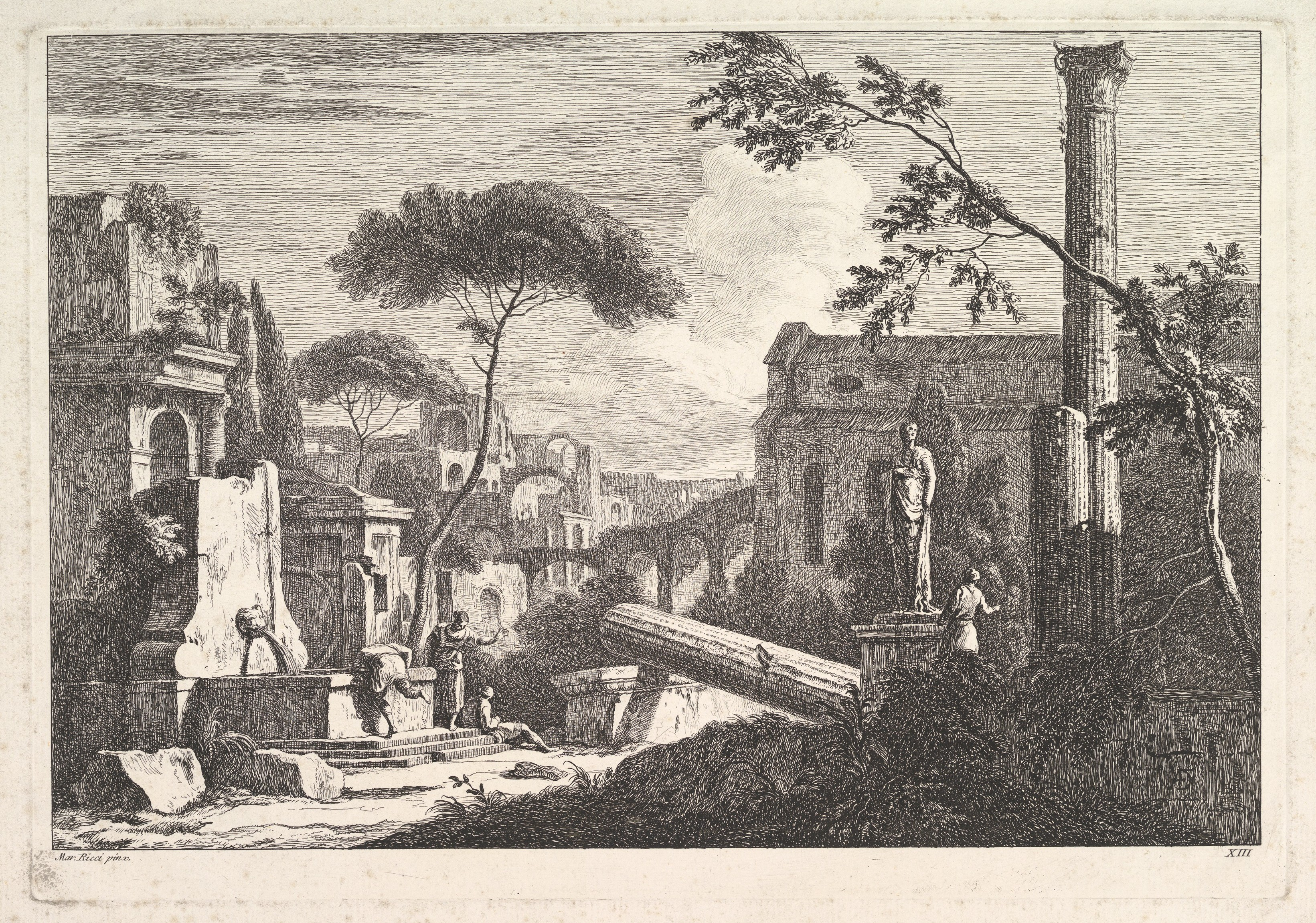
Davide Antonio Fossati: Landschaft mit Ruinen, 1743.

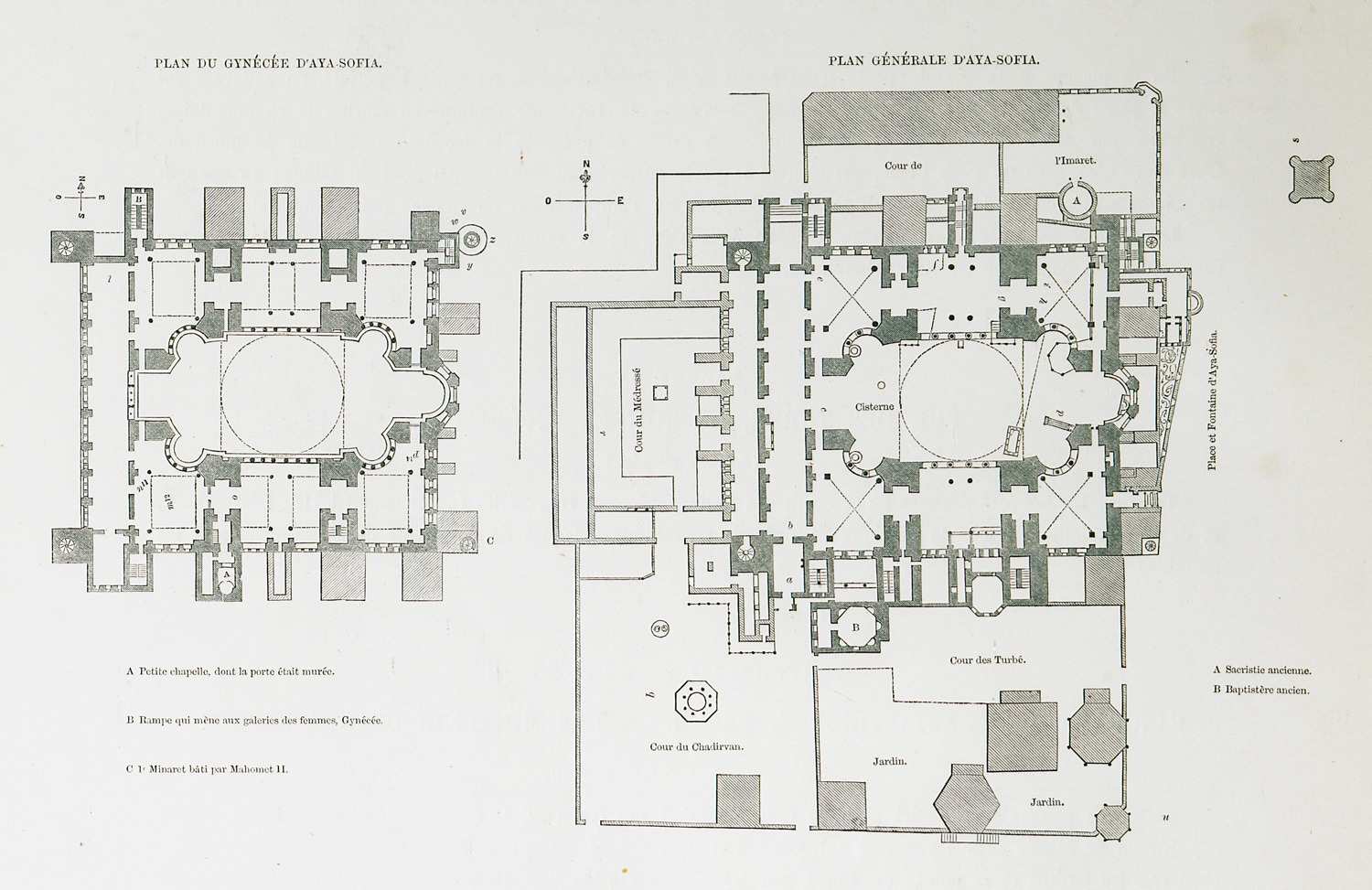
Gaspare Fossati: Plan des Gynaikonitis von Hagia Sophia, Istambul 1852

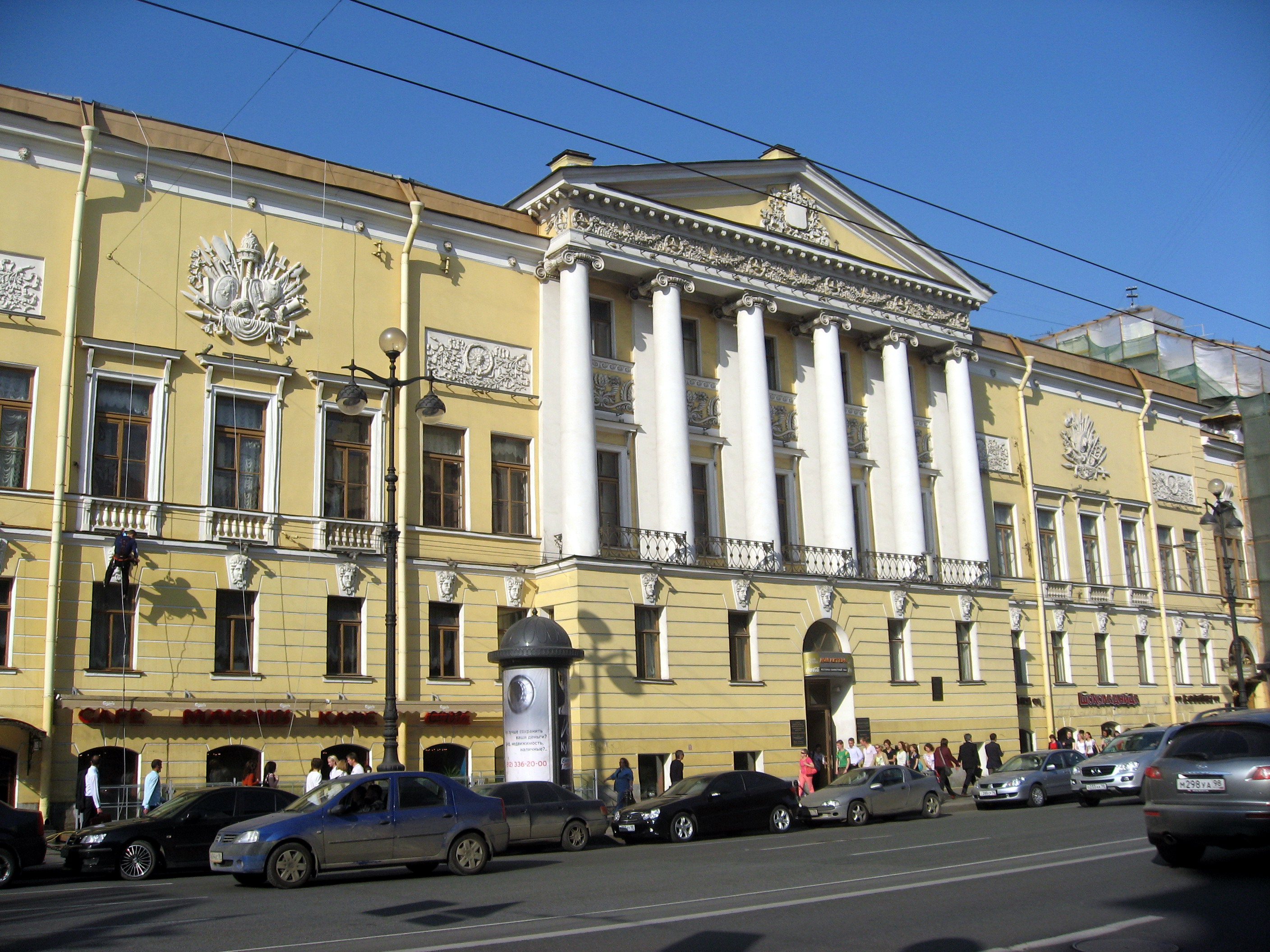
Gaspare Fossati: Benardaki-Villa (Haus 86) auf dem Newski-Prospekt, St. Petersburg

  - Davide Fossati (* 13. Oktober 1644 in Morcote; † 24. November 1732 in Venedig), Architekt, Bankier, Kaufmann, Wohltäter, liess die Monumentaltreppe von 403 Stufen bauen, die vom Dorf Morcote zur Pfarrkirche hinaufführt[6][8]
  - Pier Angelo Fossati (* um 1670 in Morcote; † 1724 in Venedig), Architekt[9]
  - Giovanni Maria Fossati (* um 1703 in Morcote; † nach 1750 in Oschatz?), Bildhauer und Architekt, schuf Altäre für die St.-Thomas-Kirche in Leipzig 1721–1722, für den Bautzener Dom 1722–1723, die Kirche von Großröhrsdorf 1745; arbeitete sehr wahrscheinlich 1740–1750 am Schloss Hubertusburg bei Oschatz[6][10]
  - Giorgio Domenico Fossati (* 31. Juli 1705 in Morcote; † 4. September 1785 in Venedig), Künstler, Architekt und Radierer. Bühnenbildner, Literat und Drucker. Er schuf Stiche zum Werk von Andrea Palladio, Grundrisse und perspektivische Ansichten von Venedig, chorographische Karten des Verbano- und Ceresio-Sees[11][6][12][13]
  - Davide Antonio Fossati (1708–1795), Maler und Stecher in Venedig
  - Giuseppe Fossati (* um 1710 in Morcote; † 1756 in Venedig), Bruder des Giorgio Domenico, Jesuit, Theologe, Dichter, Rhetor[11]
  - Pietro Angelo Fossati (* 1729 in Morcote; † um 1780 ebenda?), Sohn des Giorgio Domenico, Architekt, arbeitete in Venedig, schuf die Pläne für die Galerie der St.-Rochus-Kirche in Venedig[6]
  - Carlo Giuseppe Fossati (* 3. November 1737 in Venedig; † vor 8. März 1805 in Rimini), Sohn des Giorgio Domenico, Architekt, Ingenieur, Kupferstecher, Verleger, publizierte: Il tempio Malatestiano dei Francescani di Rimini (1794)[6]
  - Domenico Fossati (* 1743 in Venedig; † 23. Juli 1784 ebenda), Sohn des Giorgio Domenico, Architekt, Maler, Bühnenmaler[6][14]
  - Giuseppe Fossati (* 1. Januar 1759 in Venedig; † 7. Oktober 1812 ebenda), Rechtsanwalt, Dichter, Essayist[11][15]
  - Pier Angelo Aloisio Fossati (* 12. April 1762 in Morcote; † 27. August 1827 in Venedig), Ingenieur, Kupferstecher[16]
  - Gaspare Fossati (1809–1883), Architekt in St. Petersburg
  - Giuseppe Fossati (* 1822 in Morcote; † 1891 ebenda ?), Architekt in Istanbul[6]

- Familie Isella. [17]
  - Giovanni Isella (* 1756 in Morcote; † 1838 ebenda), Stuckateur in Triest, Fermo, Ancona und Rom[17]
  - Pietro Isella (* 1812 in Morcote; † 1871 ebenda), Künstler, Bildhauer und Stuckateur. Er studierte in Mailand und nahm an Ausgrabungen in Pompeji und Neapel teil. Im Jahr 1838 eröffnete er ein Atelier für ornamentale Bildhauerei in Turin. Er beteiligte sich an der Restaurierung der Stuckarbeiten in der Kathedrale von Novara und der Kathedrale von Vercelli[18]
  - Pietro Isella (* 9. Januar 1827 in Morcote; † 22. April 1887 in Wien), Maler, Dekorationsmaler, Künstler. Er besuchte die Accademia di Belle Arti di Brera in Mailand. Arbeitete in Wien an der Ausschmückung der wichtigsten Gebäude an der Ringstrasse sowie von Villen und Schlössern mit. Im Jahr 1873 schuf er die Dekoration des Pavillons der Kaiserin (Weltausstellung, Wien)[19][20]
  - Achille Isella (* 1865 in Morcote; † 1941 ebenda), Konsul der Vicinia von Morcote, Stifter des Fonds Achille Isella[21]
  - Giovanni Isella (* 1871 in Morcote; † 1930 ebenda), Priester, Rektor des Diozeneseminars von Salta[17]
  - Luisa Isella (* 1875 in Morcote; † ? in Buenos Aires), Bildhauerin, schuf das Denkmal der Republik in Buenos Aires[17]
  - Plinio Isella (* 2. Januar 1882 in Morcote; † 26. Juni 1960 in Zürich), Maler, Zeichner. Von 1907 bis 1910 studierte er an der Akademie der Bildenden Künste in München, von 1911 bis 1912 in Wien. Ab 1912 war er Zeichenlehrer in Zürich und schuf Porträt[22]
  - Gilberto Isella (* 1943), Dichter, Literaturkritiker, Gymnasiallehrer in Lugano[23]

- Familie Martinelli. 
  - Franz Martinelli (1651–1708), Architekt
  - Anton Erhard Martinelli (1684–1747), Architekt
  - Johann Baptist Martinelli (1701–1754), Architekt
  - Pietro Martinelli (1934), Bauingenieur, Politiker des Partito Socialista Autonomo (PSA) und dann der Sozialdemokratischen Partei der Schweiz (SP) und Staatsrat

- Familie Paleari. [24][25]
  - Gabriele Paleari da Morcò (* um 1430 in Morcote; † 1484 in Mailand), erwähnt von 1473 an, Sekretär und Schatzmeister des Herzogs Galeazzo Maria Sforza, Bürger von Parma, Stammvater des Zweigs von Pavia[26][24][27]
  - Martino Paleari (* um 1430 in Morcote; † nach 1498 ebenda), Podestà und Kastellan von Morcote[25]
  - Lorenzo Paleari (* um 1440 in Morcote; † nach 1479 ebenda), Podestà und Kastellan von Morcote[24][25]
  - Giovanni Francesco Paleari genannt Fratino (* 2. Hälfte 15. Jahrhundert in Morcote; † vor 1542 ebenda), Offizier, er erhielt 1517 von den regierenden Orten das Schloss Morcote zur Belohnung der von ihm bei der Eroberung der Vogteien geleisteten Hilfe[28][29]
  - Giovan Pietro Paleari (* um 1480 in Morcote; † um 1540 ebenda), Sohn des Lorenzo, 1524 mit seinen Brüdern in Rom als Künstler erwähnt[24]
  - Bernardino Paleari (* um 1480 in Morcote; † vor April 1542 in Como), Erzpriester des Doms zu Como[30][24][25]
  - Dionigi Paleari (* um 1500 in Morcote; † 1579 in Alessandria), Doktor der Rechte, er gehörte bis 1579 zum Collegio dei Giurisperiti von Pavia. Stammvater des Zweigs von Alessandria[31]
  - Ambrogio und Giovanni Martino Paleari (* um 1520 in Morcote; † nach 1579 ebenda), Podestaten von Morcote und Vico Morcote 1579[24]
  - Bernardino Paleari (* 1520/30 in Morcote; † nach 1595 in Dole), Offizier, Militäringenieur und Hauptmann in spanischen Diensten, Aufseher der Befestigungen von Dole 1587–1595[24][32]
  - Marc’Antonio Paleari (* um 1525 in Morcote; † 1591 ebenda ?), Architekt, Mitarbeiter am Bau der Rialtobrücke in Venedig 1588–1591, er wirkte 1568–1589 als Mitarbeiter von Andrea Palladio am Bau des Chores der Kirche San Giorgio Maggiore in Venedig[24][33][25]
  - Francesco Paleari (* vermutlich 1562 in Morcote; † Oktober 1637 in Pamplona), Militäringenieur[34]
  - Giovan Maria Paleari (* um 1518 in Morcote; † um 1580 ebenda), Bruder des Giorgio und des Giacomo, Priester, Doktor Utriusque Juris[35]
  - Giorgio Paleari (* 1520/30 in Morcote; † 8. November 1589 in Pamplona), Militäringenieur im Dienst Philipps II. (Spanien), er wirkte in Mailand, Tunis, Domodossola, Finale Ligure, Cagliari, Alghero, Castellaragonese (heute Castelsardo), Porto Torres, auf den Balearen und an der Zitadelle von Pamplona[36][24][37]

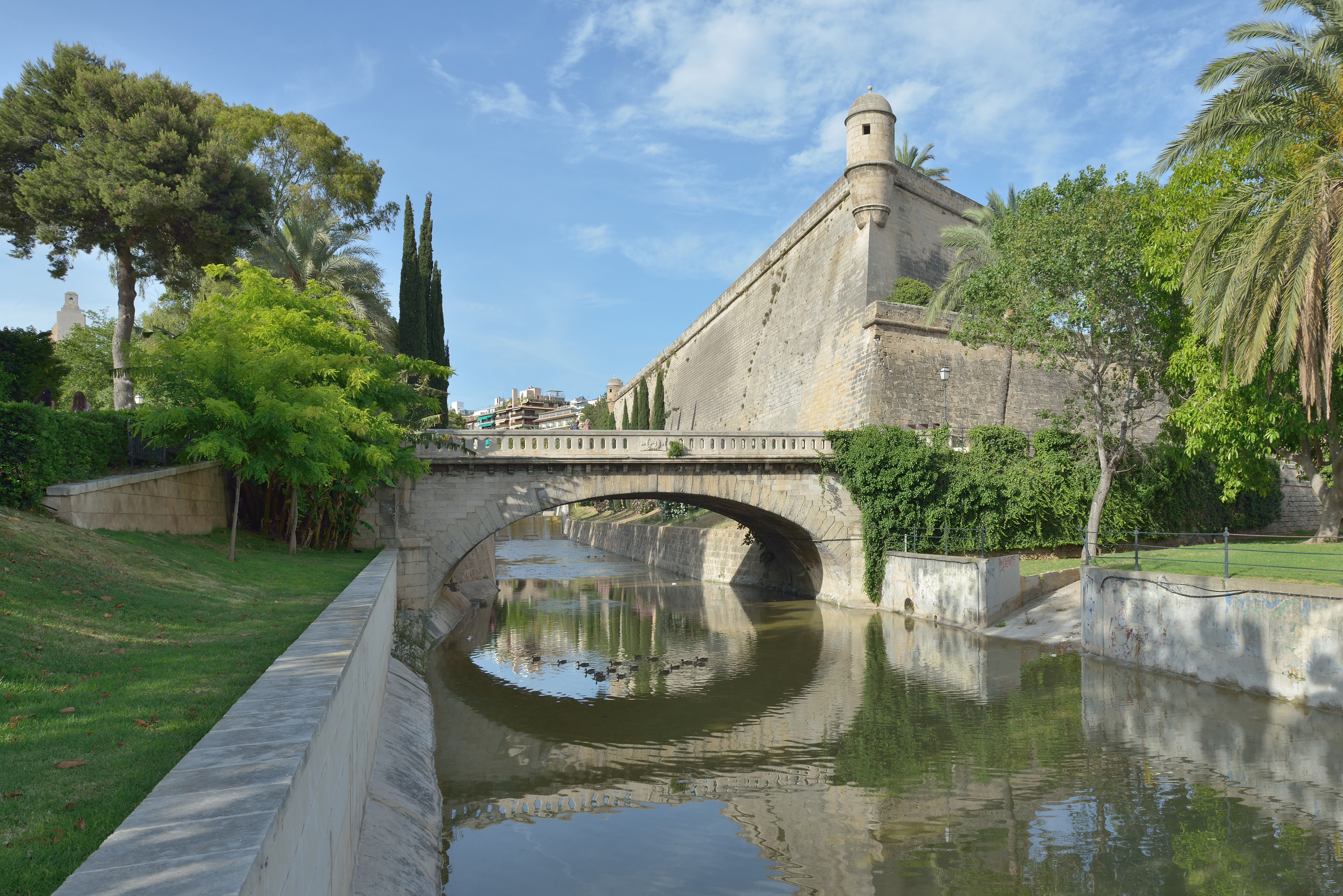
Giacomo Palearo: Bastion Sant Pere, Palma von Maiorca, 1575.

- - Giacomo Palearo (Giovanni Giacomo Paleari) genannt El Fratín, (1520/30–1586), Festungsarchitekt und Militäringenieur in Spanien
  - Prospero Paleari (* um 1555 in Morcote; † vor 1620 in Como), Erzpriester des Doms zu Como[38][24][25]
  - Genesio Paleari (* um 1560 in Morcote; † um 1620 ebenda), Karmeliter, Professor der Theologie, Publizist[39][24]
  - Francesco Paleari (* vermutlich 1562 in Morcote; † Oktober 1637 in Pamplona), Sohn des Giorgio, Ingenieur, 1602 wurde er Bauinspektor des Erzbistums Navarra; Kircheninspektor für Pamplona (1632–1634)[40][24]
  - Gerolamo Paleari (* um 1590 in Morcote; † nach 1622 ebenda), Bildhauer, er arbeitete 1622 an der Kirche San Giorgio Maggiore von Venedig[24]
  - Pietro Paleari (* vermutlich 1601 in Morcote; † 1698 in Pamplona), Sohn des Francesco, Militäringenieur und Architekt, er arbeitete 1623 an der Befestigung von Málaga und von Donostia-San Sebastián[24][41]
  - Giovanni und Giovan Battista Paleari (* um 1515 in Morcote; † um 1570 ebenda), Söhne des Gerolamo, Bildhauer, sie schufen die Statuen der Vorsehung und der Gerechtigkeit im Kloster San Giorgio Maggiore in Venedig[24]
  - Abbondio Paleari (* 1638 in Morcote; † 1712 ebenda), Stuckateur, im Jahr 1661 arbeitete er an der Dekoration der Fassade der Casa Paleari in Morcote und um 1676 an der Kapelle des Heiligen Antonius von Padua in Morcote[42]
  - Vespasiano Paleari-Fratino (* 1846 in Morcote; † 1907 ebenda), Agronom, er führte 1891 den Anbau der Merlot-Traube im Kanton Tessin ein[25]

- Familie Rossi. [43]

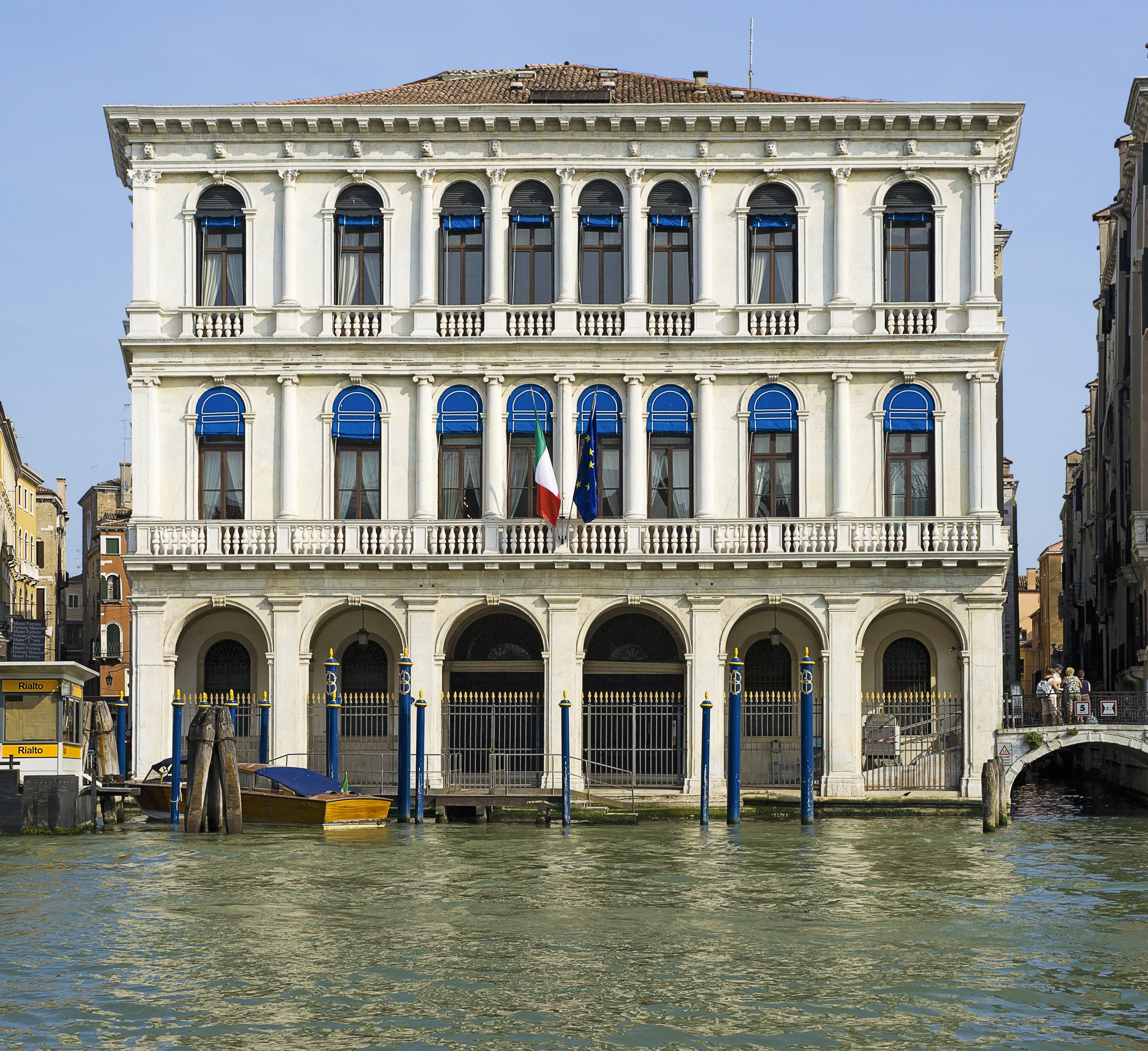
Domenico Rossi: Palazzo Dolfin-Manin, Venedig, 1701.

- - Pietro Girardo Rossi (* um 1475 in Morcote; † nach 1521 in Venedig ?), Bildhauer[43]
  - Carlo Rossi (* um 1620 in Morcote ?; † um 1688 in Breslau), Architekt[44]
  - Antonio Domenico Rossi (* um 1640 in Morcote ?; † nach 1688 in Zamek Książ ?), Architekt[45]
  - Domenico Rossi (1657–1737), Ingenieur und Architekt, er baute in Venedig die Fassade der Kirche San Stae (Eustachio), den Palast Corner della Regina (1724), mehrere Paläste, und in Ljubljana errichtete er die Kreuzritterkirche (Santa Maria Ausiliatrice, 1714–1716)
  - Paolo Rossi (* um 1705 in Morcote; † 1768 in Venedig), Sohn des Domenico, Architekt[46][43]
  - Giacomo Rossi (* 12. Juni 1790 in Morcote; † 26. Januar 1863 in Stabio), Kaufmann, Baumeister[47]

- Familie Ruggia. [48]
  - Giacomo Ruggia (* 1440 in Morcote; † nach 1473 ebenda ?), Bürger von Mailand 1473[48]
  - Martino Ruggia (* 1445 in Morcote; † 1494 in Sizilien), Künstler, in Sizilien erwähnt, wo er 1494 starb[48]
  - Giovanni Ruggia (* 1535 in Morcote; † nach 1578 ebenda), Baumeister, baute 1578 die Pellinobrücke in Pella (Piemont)[48]
  - Girolamo Ruggia (1748–1823), Jesuit und Dozent in der Universität Bologna

- Familie Sardi. [49]

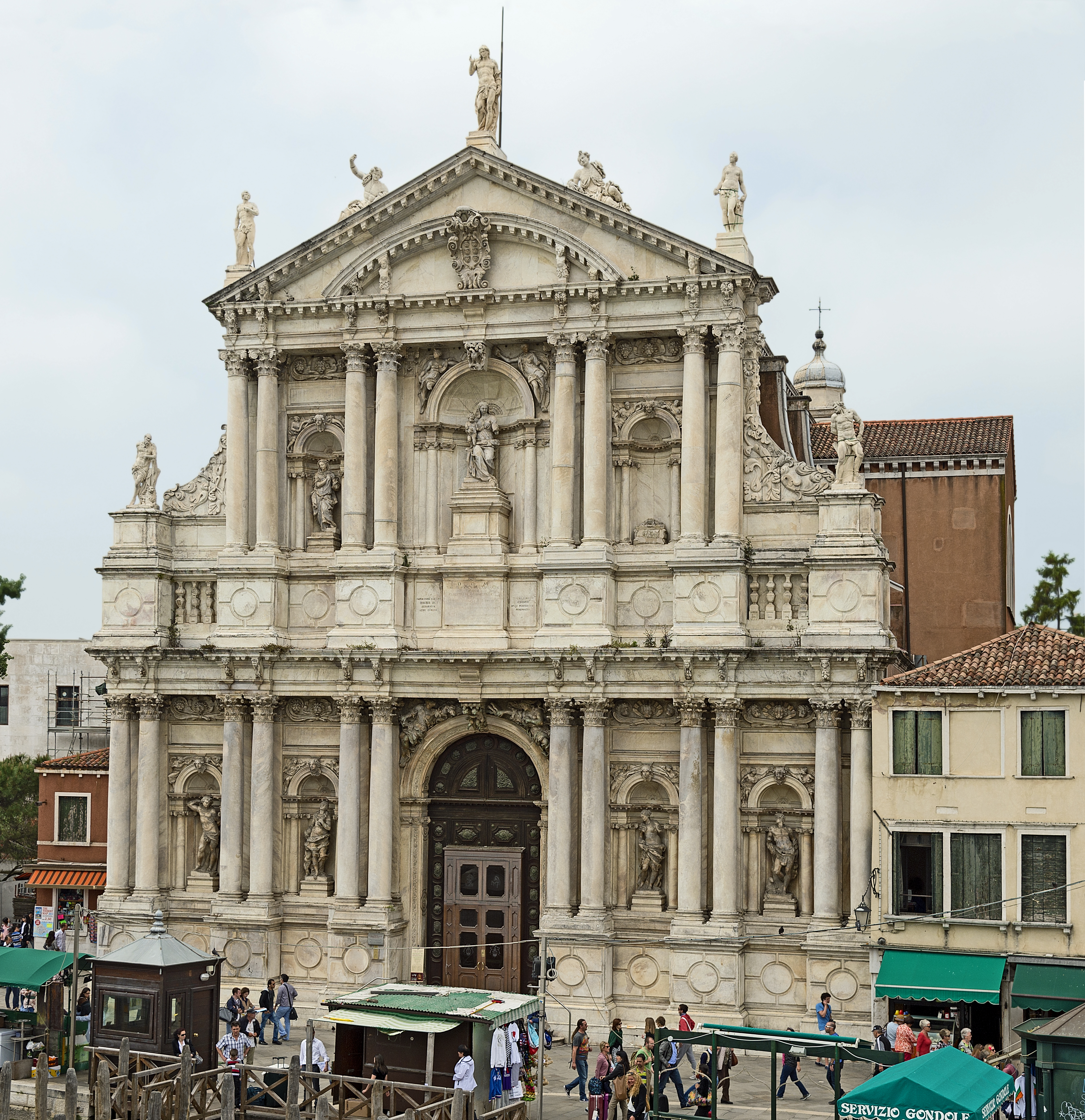
Giuseppe Sardi: Fassade der Kirche Santa Maria degli Scalzi, Venedig, 1672–1680.

- - Guglielmo de Sardis (* um 1330 in Morcote; † nach 1369 ebenda), er wird 1369 als Podestà von Bellinzona und der Grafschaft erwähnt[50]
  - Giovan Maria Sardi (* 1450 in Morcote ?; † nach 1495 ebenda), Doktor der Rechte, Podestà von Locarno 1495[49]
  - Antonio Sardi (* um 1583 in Morcote; † um 1661 in Venedig), Architekt in Venedig, Vater von Giuseppe Sardi[49]
  - Giuseppe Sardi (1624–1699), Architekt und Ingenieur in Venedig
  - Pietro Sardi (* um 1645 in Morcote; † nach 1703 ebenda ?), Baumeister, er baute 1684 mit Francesco Righini aus Bedigliora die sogenannte Galleria del Daniele im Palazzo Reale von Turin[51][52]
  - Giorgio Sardi (* um 1670 in Morcote; † nach 1714 ebenda), Baumeister, er übernahm 1707 den Unterhalt der Befestigungswerke von Cuneo und 1711 der Festung Demonte[49]

## Einzelpersönlichkeiten
(Sortierung nach Geburtsjahr)

### Frühe Neuzeit
- Giovanni da Morcote (* um 1405 in Morcote; † nach 1450 ebenda ?), Bildhauer in Udine[53]
- Antonio da Morcote (* um 1420 in Morcote; † nach 1477 in Venedig ?), Architekt[54]
- Francesco Crivelli (* um 1425 in Mailand; † nach 1497 in Morcote), er war Kastellan des Castello di Sasso Corbaro in Bellinzona und des Schlosses von Morcote[55]
- Giovanni da Morcote (* um 1425 in ?; † nach 1479 ebenda ?), Ingenieur, Bombardiere, tätig am Castello Visconteo von Locarno[53]
- Enea Crivelli (* um 1450 in Mailand; † nach 1498 in Morcote), er war herzoglicher Kommissar von Morcote[56]
- Giovanni da Morcote (* um 1455 in Morcote; † nach 1499 in Venedig ?), Bildhauer in Venedig[53]
- Giovanni da Morcote (* um 1490 in Morcote; † nach 1499 in Venedig ?), Architekt, baute das capitolo da basso für die Serviten in Venedig[53]
- Gabriele de Benedictis (* um 1510 in Ilice (Genua); † nach 1545 ebenda ?), erster Prediger der Reformation im Kanton Tessin[57]
- Gaspero de Morchò (* um 1510 in Morcote; † nach 1546 in Rom), Baumeister[58]
- Alberto di Morcote (* 1520 in Morcote; † nach 1561 in Rom ?), Baumeister, er errichtete die Porta Pia in Rom[59][60]
- Achille Bianchi (* um 1535 in Morcote; † 20. Oktober 1592 in Rom), Bildhauer, schuf Brücken, Kirchen und Springbrunnen, tätig in Rom. Am 27. Oktober 1577 begutachtete er einige Werke von A. Galletti im Haus der Erben von Guglielmo della Porta[61][62]
- Giovanni Domenico Bianchi (* um 1537 in Morcote; † nach 1592 in Rom), Bildhauer und Architekt[63]
- Angelo di Morcote genannt Corteselle (* um 1540 in Morcote; † nach 1590 in Venedig ?), Architekt[64]
- Giorgio Ferri (* um 1560 in Morcote; † nach 1595 in Rom ?), Bildhauer an den apostolischen Paläste[65]
- Antonio Alberti (* um 1600 in Morcote; † nach 1634 in Rom), von Morcote, Sohn des Dominik, Stuckkünstler[66]
- Martino Raggi (* um 1610 in Morcote; † 1699 ebenda), Künstler, Bildhauer hauptsächlich in Genua tätig[67]

### 19. Jahrhundert
- Franchina Rusca (* 1. Dezember 1837 in Bioggio; † 12. Juni 1901 in Morcote), Tochter von Franchino, sie heiratete 1864 Giovanni Caccia († 1877) und 1879 den Ingenieur Giovanni Fossati († 1896), sie gründete das Institut Caccia-Rusca in Morcote als Greisenanstalt für die Leute von Morcote und Umgebung und von Bioggio[68]
- Michele Raggi (* 26. Juli 1854 in Morcote; † 4. April 1919 ebenda), gründete eine Landwirtschaftskolonie in Russland[69]
- Eugen d’Albert (1864–1932), Komponist und Pianist, Grabstein auf dem Friedhof von Morcote
- Alexander Moissi (1879–1935), Schauspieler, Grabstein auf dem Friedhof von Morcote
- Georges Baklanoff (1881–1938), russischer Bariton
- Arthur Scherrer (* 1881 in St. Gallen; † 1956 in Morcote), Textilkaufmann und Sammler, Gründer des Parco Scherrer in Morcote[70]
- Plinio Bolla (* 29. Dezember 1896 in Olivone; † 29. Juli 1963 in Morcote), Anwalt, Professor für schweizerisches Zivilrecht an der Universität Pavia, Politiker, Tessiner Grossrat, Bundesrichter (1945–1946 Präsident Bundesgericht)[71][72]
- Richard Winkler (1898–1972), Gesellschafter der Firma Winkler & Dünnebier

### 20. Jahrhundert
- Gerhard Winkler (1906–1977), Komponist, besaß 1961 bis 1966 eine Villa in Morcote
- Magda Schneider (1909–1996), Schauspielerin, Mutter von Romy Schneider
- Kurt Feltz (1910–1982), Schlagertexter, Grabstein auf dem Friedhof von Morcote
- Fred Kraus (1912–1993), Schauspieler und Regisseur, Grabstein auf dem Friedhof von Morcote
- Sergio Maspoli (1920–1987), Schriftsteller, Theaterregisseur und Dichter
- Ivy Livio-Ungaretti (* 4. Januar 1921 in Alexandria; † 19. November 2006 in Morcote), Malerin schuf zeichnung und Tempera; seit 1974 in Magliaso tätig[73]
- Peter Alexander (1926–2011), Sänger, Schauspieler und Entertainer
- Paolo Poma (* 1927 in Brusino Arsizio; † 7. Februar 2022 in Morcote), Gründer der Galleria Poma, Politiker (PS), Tessiner Grossrat, Hauptmann der Schweizer Armee; Direktor der Altenheim Fondazione Caccia-Rusca und Ökologe[74]; Autor: Morcote il più bel Villaggio del mondo. Armando Dadò Editore, Locarno 2017[75][76]
- Carlo Maspoli (* 2. September 1930 in Lugano; † 11. Februar 2019 ebenda), Heraldiker, Forscher, Autor[77]
- Sergio Caratti (* 1932 in Morcote; † 1. Oktober 2012 in Bellinzona), Dozent, Journalist, Direktor der Sezione Pedagogica des Tessiner Erziehungsdepartement, Direktor der Zeitung Corriere del Ticino[78] Autor: Morcote Arte e Storia.[79]
- Romy Schneider (1938–1982), Filmschauspielerin
- Flavio Maspoli (1950–2007), Journalist und Politiker
- Nicola Brivio (* 29. April 1973 in Sorengo), Rechtsanwalt, Politiker, Tessiner Grossrat[80]

## Galerie

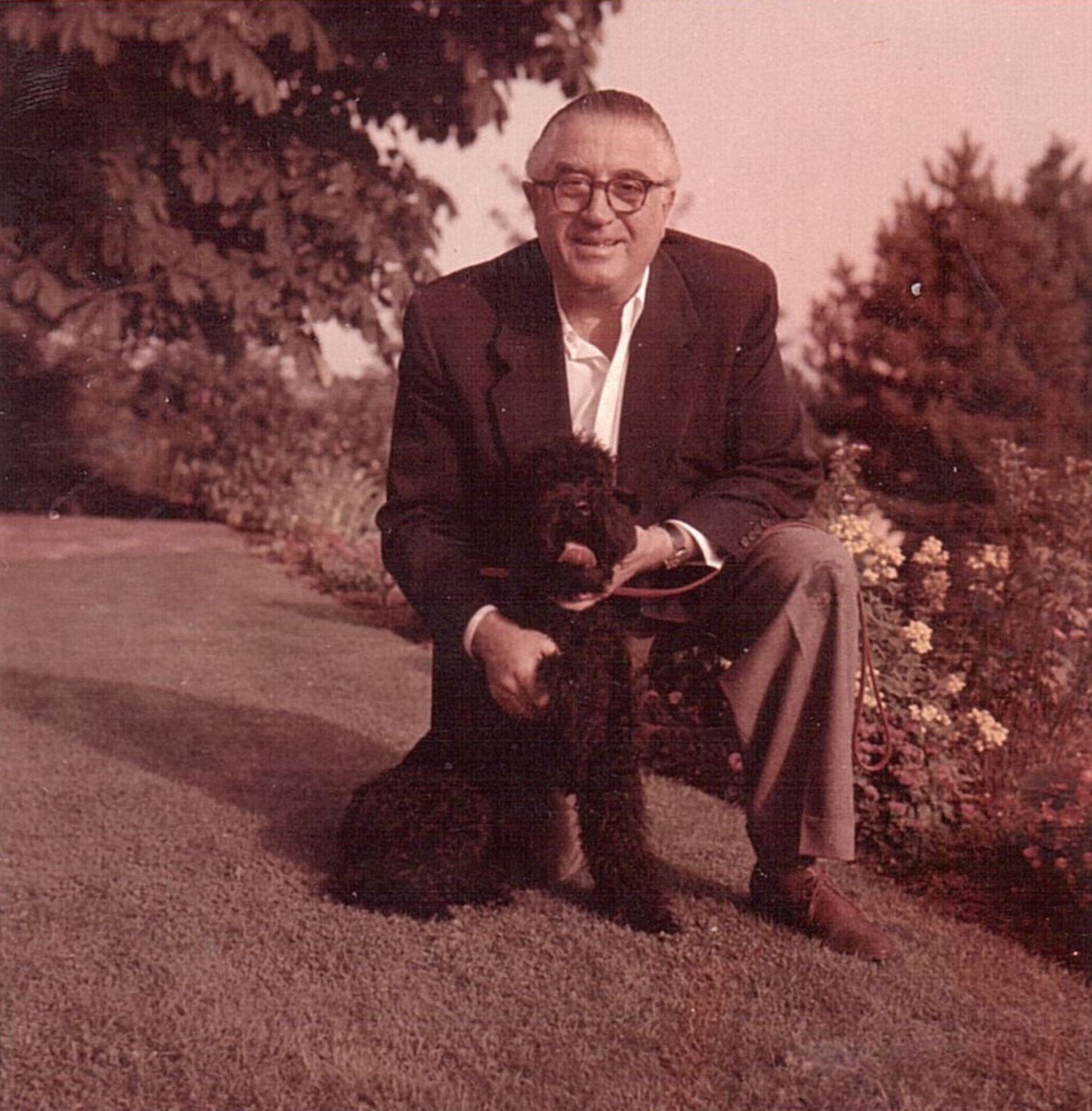
Richard Winkler
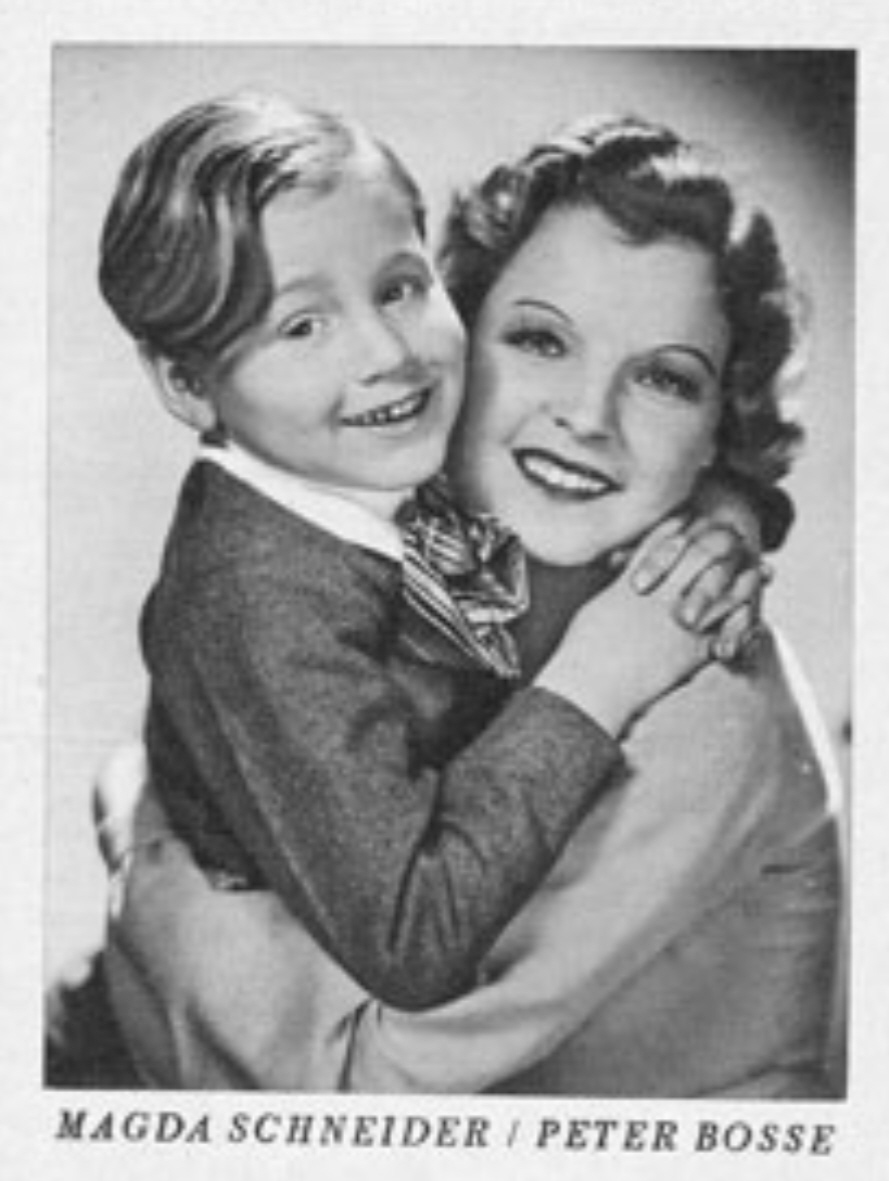
Magda Schneider mit Peter Bosse (1937)
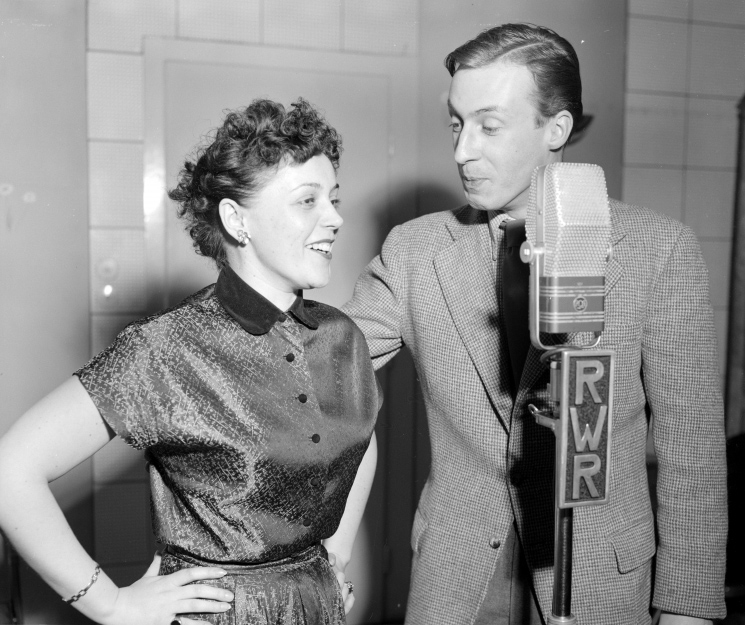
Peter Alexander mit Erni Bieler (1952)
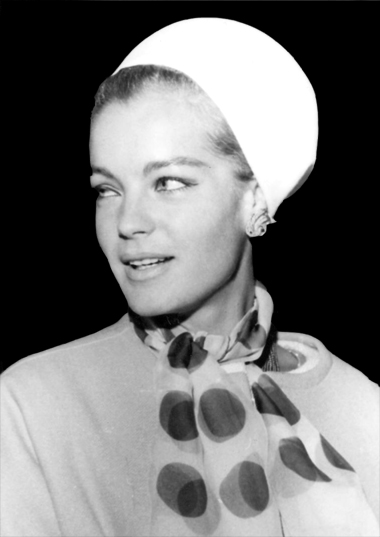
Romy Schneider (1965)
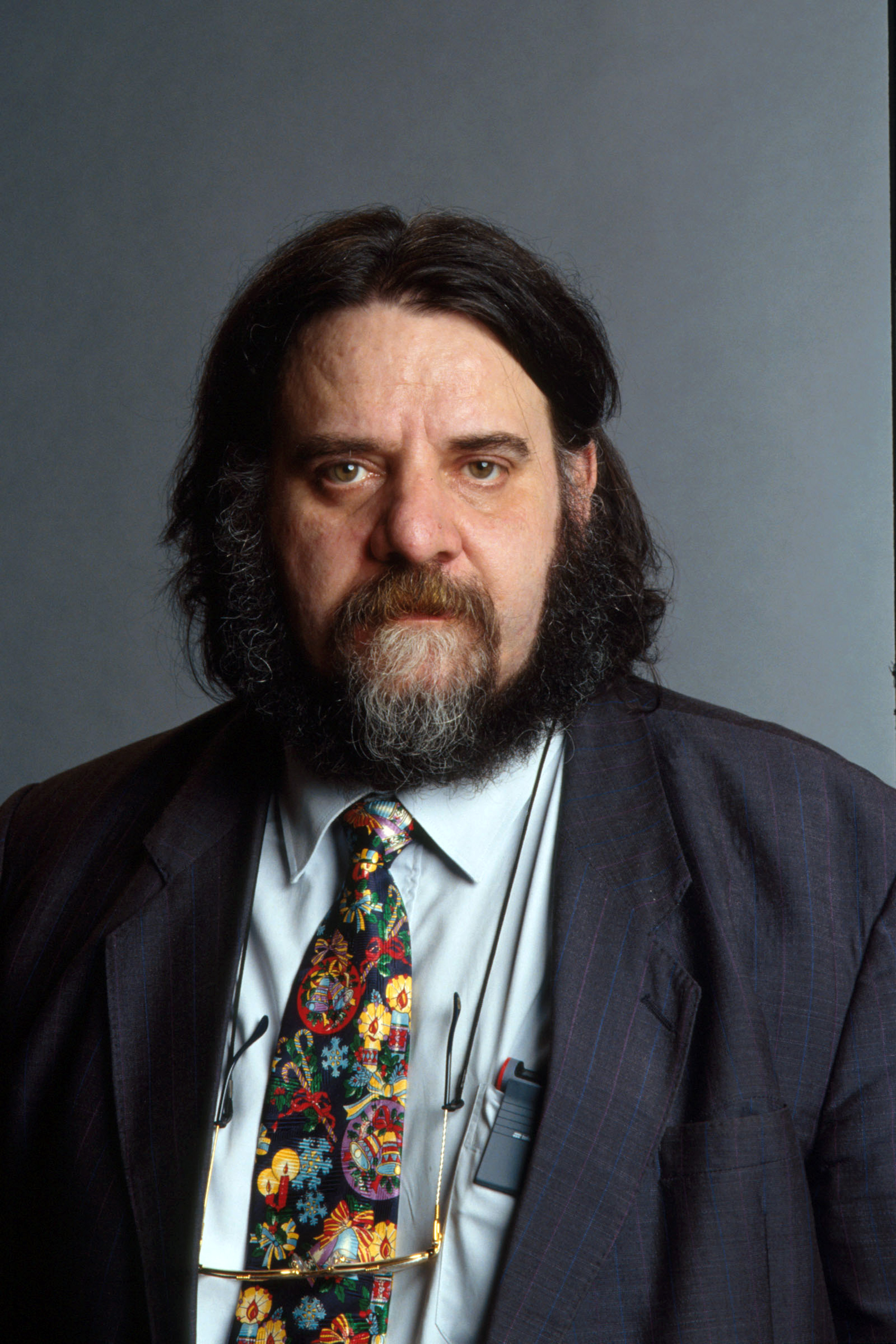
Flavio Maspoli
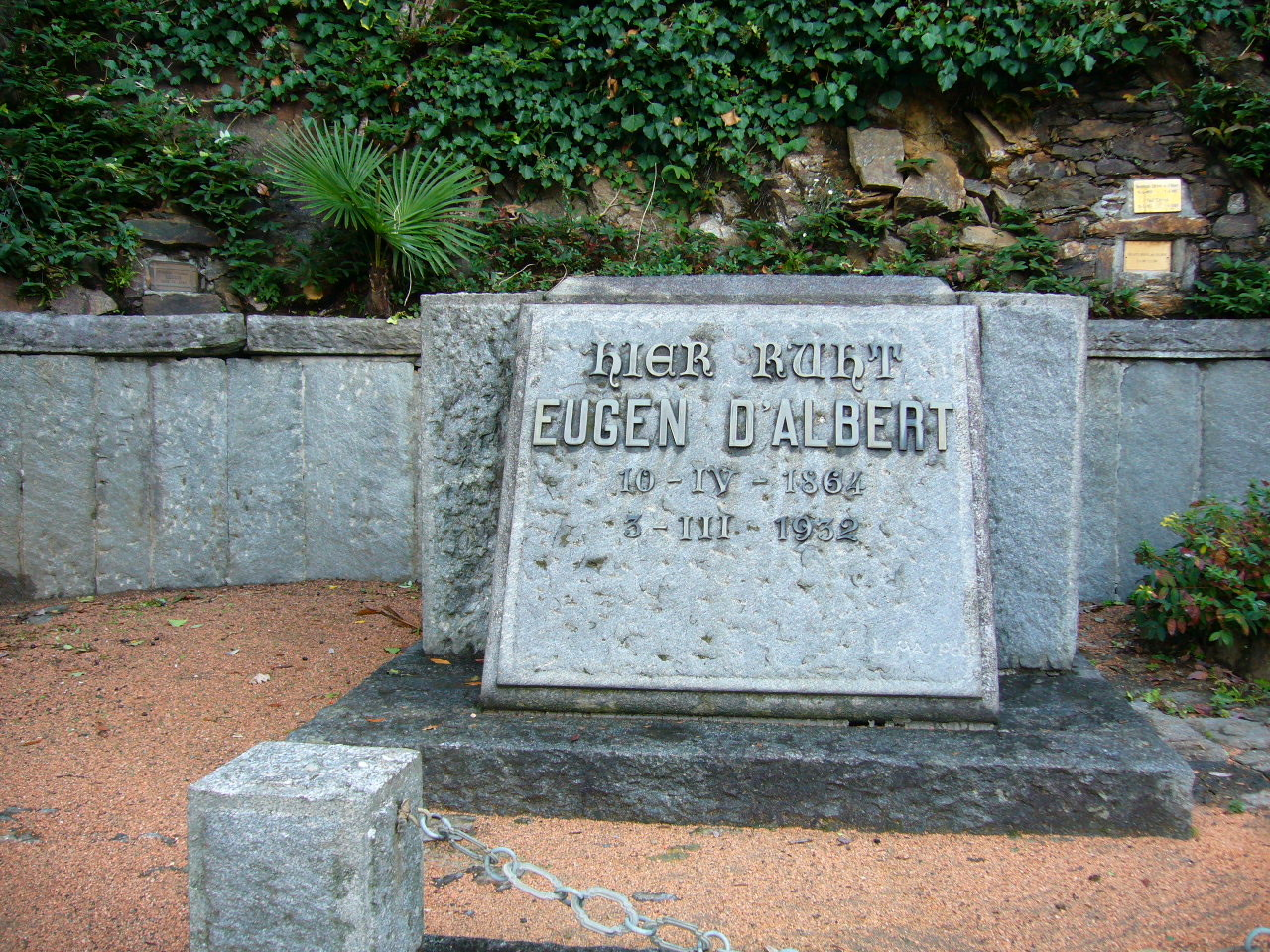
Grab von Eugen d’Albert auf dem Friedhof von Morcote
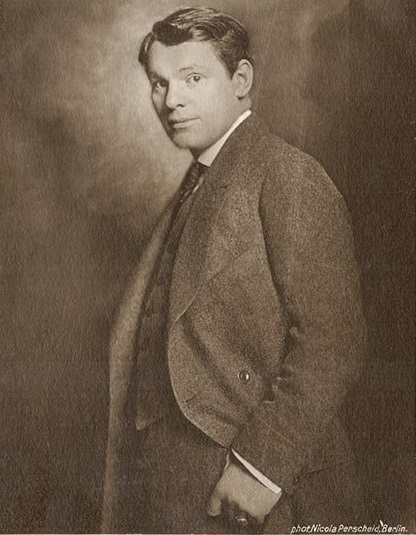
Alexander Moissi, ca. 1920
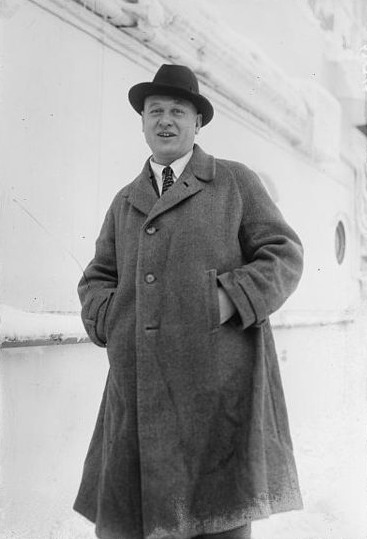
Georges Baklanoff